# هاوارد اردکه
هاوارد اردکه (به انگلیسی: Howard the duck) یک شخصیت خیالی در کتاب‌های کمیک منتشر شده توسط مارول کامیکس است. این شخصیت توسط نویسنده استیو گربر و طراح وال میریک خلق شده‌است؛ که برای نخستین بار در شمارهٔ ۱۹ از سری کمیک های ماجراجویی در میان وحشت (دسامبر ۱۹۷۳) و متعاقباً چندین مجموعه دیگر حضور پیدا کرد.

## زندگی‌نامه شخصیت
هاوارد اردکه یک اردک با خلق و خوی عجیب است که از دنیای خودش به دنیای ما آمده و در میان انسان‌ها گیر افتاده‌است. هاوارد یک دوست دختر به نام بورلی سویتزلر هم دارد. او از همان اولی که در کمیک‌های من-ثینگ خلق شد معلوم بود که خیلی غرغرو است. او رفتار زننده ای دارد و همیشه در حال غر زدن است و می‌گوید از  میمون های بی مو که در اطرافش هستند بیزاره. (منظورش از میمون‌های بی مو انسان‌ها هستند!) البته باید هم به او حق داد زیرا از دنیایی می‌آید که ساکنین آن اردک هستند. هاوارد اردکه معمولا با شخصیت‌های خبیث عجیبی روبرو می‌شود بنابراین باید بهش حق داد که گاهی اوقات عصبانی شود. داستان‌های او حالتی هجو آمیز داشت و خالقش (استیو گربر) از او برای نقل قصه‌هایی دربارهٔ جامعه آمریکا یا نقد شرایط اقتصادی و سیاسی این کشور استفاده می‌کرد. بعدها مارول با آقای گربر بر سر رایت این شخصیت مشکل پیدا کرد و او هم دو دهه از مخلوق خودش دور بود. پس از رفتن گربر از مارول ما شاهد حضور خیلی کم هاوارد اردکه در کمیک‌های مارول بودیم ولی اخیراً مارول کمیک‌های اختصاصی او را چاپ کرده‌است.